# Liste von Brücken und Tunneln in Namibia
Die Liste von Brücken und Tunneln in Namibia listet fertiggestellte und geplante Brücken mit einer Länge von mindestens 50 Metern und alle Tunnel in Namibia auf.

## Brücken
| Name                                 | Ort                      | Koordinaten                  | Länge (in Meter) | Nutzung                          | Eröffnungsjahr | Foto                 |
| ------------------------------------ | ------------------------ | ---------------------------- | ---------------- | -------------------------------- | -------------- | -------------------- |
| Baganibrücke                         | Bagani                   | 18° 5′ 50″ S, 21° 33′ 25″ O  | 120              | Nationalstraße B8                | 2004           | Baganibrücke         |
| Ernest-Oppenheimer-Brücke            | Oranjemund Alexander Bay | 28° 33′ 54″ S, 16° 30′ 14″ O | 915              | Grenzübergang                    | 1950           | Baganibrücke         |
| Jetty                                | Swakopmund               | 22° 40′ 51″ S, 14° 31′ 14″ O | 262              | Seebrücke                        | 1905           | Jetty                |
| Katima-Mulilo-Brücke (Sambesibrücke) | Katima Mulilo Sesheke    | 17° 28′ 19″ S, 24° 14′ 57″ O | 877,4            | Nationalstraße B8                | 2004           | Katima-Mulilo-Brücke |
| Kongolabrücke                        | Kongola                  | 17° 47′ 26″ S, 23° 20′ 38″ O | 500              | Nationalstraße B8                | 2004           | Kongolabrücke        |
| Ngomabrücke                          | Ngoma A33                | 17° 55′ 17″ S, 24° 43′ 14″ O | 68               | Nationalstraße B                 | ?              | Ngomabrücke          |
| Swakopbrücke                         | Swakopmund               | 22° 41′ 18″ S, 14° 31′ 45″ O | 587              | Nationalstraße B2                | 1969           | Swakopbrücke         |
| Alte Swakopbrücke (zerstört 1934)    | Swakopmund               | 22° 41′ 30″ S, 14° 31′ 29″ O | 330              | Bahnstrecke Kranzberg–Walvis Bay | 1931           | Alte Swakopbrücke    |
| Eisenbahnbrücke Seeis                | Seeis                    | 22° 26′ 27″ S, 17° 35′ 42″ O | 134              | Bahnstrecke Windhoek–Gobabis     | ?              | Seeisbrücke          |
| Eisenbahnbrücke über den Fischfluss  | Seeheim                  | 26° 48′ 52″ S, 17° 47′ 31″ O | 223              | Bahnstrecke Lüderitz–Seeheim     | ?              | Seeheimbrücke        |

## Tunnel
| Name                        | Strecke                                       | Koordinaten                  | Röhren | Status         | Länge in Kilometern | Foto                       |
| --------------------------- | --------------------------------------------- | ---------------------------- | ------ | -------------- | ------------------- | -------------------------- |
| Kruin-Tunnel                | Eisenbahntunnel, Bahnstrecke Windhoek–Nakop   | 22° 42′ 32″ S, 17° 5′ 20″ O  | 1      | zerstört       | wenige Meter        | Eröffnung des Auas-Tunnels |
| Sandtunnel Lüderitz–Seeheim | Eisenbahntunnel, Bahnstrecke Lüderitz–Seeheim | 26° 41′ 44″ S, 15° 14′ 48″ O | 1      | geplant        | 4,5                 |                            |
| Windhoek-Nord-Tunnel        | Straßentunnel, Windhoek                       | 22° 32′ 33″ S, 17° 4′ 54″ O  | 1      | fertiggestellt | 0,08                |                            |